# Fecaloma
Il fecaloma, o fecalita, o coprolita, è un ammasso di feci disidratate che si può formare nell'intestino crasso o all'interno di un diverticolo.

## Eziologia
Il fecaloma si forma per trattenimento delle feci all'interno dell'intestino. Nel paziente, generalmente un anziano, allettato e con alterazioni di tipo neurologico o demenza, si verificano alterazioni del riflesso della defecazione e le feci possono essere trattenute nell'ampolla rettale. L'incompleta evacuazione delle feci determina un maggiore riassorbimento di acqua e può portare alla formazione di un ammasso di feci consistenti, dure e difficilmente evacuabili nel retto-sigma, il fecaloma. In determinate condizioni l'ammasso di feci può assorbire sali di calcio aumentando di compattezza fino a ricordare un sasso (coprolita).

## Segni e sintomi
I fecalomi, specie se multipli, tendono a provocare dolore ai quadranti inferiori dell'addome. Il disturbo addominale tende a presentarsi in particolare a breve distanza dal pasto. Si può inoltre accompagnare a sensazione di pienezza rettale, di tenesmo o di dolore di tipo colico nella fossa iliaca sinistra. A causa della sintomatologia dolorosa associata al pasto, spesso i soggetti, talvolta inconsapevolmente, riducono volontariamente l'assunzione di cibo e pertanto la conseguente perdita di peso è un sintomo piuttosto comune.
Alcuni soggetti presentano inoltre dei sintomi aspecifici di accompagnamento quali nausea, vomito e disidratazione. La cefalea, così come un vago senso di malessere, sono sintomi frequenti. A causa del fecaloma il rettosigma tende a dilatarsi e la dura massa fecale non sempre è così plastica da poter essere espulsa attraverso il canale anale del paziente, il quale, a causa del dolore, in genere effettua sforzi defecatori generalmente insufficienti. Talvolta anziché un singolo fecaloma di grosse dimensioni si riscontrano più masse di feci dure e rotondeggianti, che similmente non riescono a essere espulse.
In alcuni casi i pazienti possono paradossalmente accusare diarrea. In realtà si tratta di incontinenza di piccole quantità di feci liquide o semi formate. Quando le feci liquide del colon prossimale giungono in prossimità del fecaloma, vengono spinte dalla peristalsi intestinale a superare l'ostacolo della massa fecale, che funziona come una valvola a palla, forzandosi all'intorno della stessa in modo che una piccola quantità di fluido la superi e possa essere evacuata, fatto questo che previene l'occlusione completa.
Il fecaloma può comunque anche essere asintomatico.

## Condizioni predisponenti
Il fecaloma si verifica con maggiore frequenza nell'età pediatrica, in concomitanza con problemi psicologici o di un megacolon non diagnosticato. Anche nel paziente geriatrico ricoverato, debilitato, allettato o affetto da demenza è possibile verificare un'aumentata incidenza del problema. I pazienti che rimangono immobilizzati per lunghi periodi di tempo (ad esempio gli anziani con frattura di anca o femore) sviluppano con grande facilità stipsi, in particolare se non sono attuate misure di prevenzione di tipo dietetico o se non si somministrano blandi lassativi. Una piccola percentuale di questi svilupperà anche uno o più fecalomi.
I tossicodipendenti (in particolare gli eroinomani, in considerazione della maggiore tendenza di stipsi) e i pazienti che assumono forti dosi di tranquillanti sono pure esposti a sviluppare fecalomi. Alcune malattie, come la malattia di Chagas, la malattia di Hirschsprung e altri danni al sistema nervoso autonomo nella sottomucosa e muscolare del colon (plesso di Auerbach) sono in grado di causare fecalomi giganti che richiedono la rimozione chirurgica.

## Diagnosi
L'esame fisico del paziente permette spesso di palpare una massa dura di origine fecale in fossa iliaca sinistra. L'esplorazione digitale rettale può permettere di apprezzare il fecaloma nell'ampolla rettale. In alcuni casi il fecaloma è situato nel sigma e pertanto al di sopra del dito esploratore.
La retto-sigmoidoscopia è particolarmente utile in tutti i casi di masse localizzate nel sigma o nel colon discendente. Si può inoltre ricorrere alla radiografia diretta dell'addome che mette in evidenza con relativa facilità i coproliti, ma non sempre permette una netta distinzione tra fecalomi e tumori maligni del grosso intestino.

## Complicanze
In genere si associano all'impaccamento fecale. Volvolo intestinale, megacolon ed ostruzione rettale si osservano in casi rari ma sono complicanze potenzialmente gravi. Con frequenza decisamente maggiore si possono osservare:
- ostruzione delle vie urinarie: in genere associata a una compressione dell'uretere in corrispondenza della giunzione uretero-vescicale oppure ad innalzamento della vescica, che a sua volta produce una forte angolazione dell'uretra e l'ostruzione.
- ulcera stercoraria: derivante dalla necrosi della mucosa per la pressione causata dalla presenza del fecaloma. Le ulcere sono generalmente confinate al retto e al sigma, meno frequentemente può essere colpito anche il colon trasverso.
- perforazione spontanea del colon: avviene quasi esclusivamente con i fecalomi di maggiori dimensioni. La prevenzione di questa complicanza consiste semplicemente nella somministrazione di agenti ammorbidenti delle feci, di mucillagini idrofile o di lassativi blandi.

## Trattamento
I fecalomi possono essere rimossi con un clistere evacuativo o, in alcuni casi più semplici, tramite un'esplorazione rettale. Nei casi più gravi è necessario operare una rottura meccanica. In quest'ultimo caso attraverso il rettoscopio viene fatta avanzare una sonda di gomma con la quale si rompe il fecaloma, sia per l'azione meccanica, sia per l'iniezione di piccole quantità di acqua all'interno del fecaloma stesso. Successivamente a questa azione di ammorbidimento della massa fecale, si pratica una rettoclisi con soluzione fisiologica o altre soluzioni lubrificanti. Per fecalomi localizzati in zone dell'intestino difficilmente raggiungibili con il rettoscopio è necessario intervenire chirurgicamente.
L'ostruzione da fecalomi ed i tentativi di rimozione possono avere effetti gravi e persino letali, come la perforazione da rottura della parete del colon causata in genere dall'introduzione del catetere o dalle manovre meccaniche di rottura.
In letteratura sono altresì riscontrabili episodi di trattamento che, constatata la durezza della massa fecale, hanno previsto l'iniezione, tramite l'uso del rettoscopio, della Coca-Cola. Dato il suo pH, la bevanda risulta abbastanza acida da degradare i fitoliti che, nel caso in specie, erano presenti in abbondanza nella massa fecale. Inoltre, l'acidità della Coca-Cola risulta ottimale per l'attivazione degli enzimi proteolitici, rendendo così più semplice l'espulsione della massa rotta in fase di evacuazione.